# Брун, Михаил Исаакиевич
Михаил Исаакиевич (Исаакович) Брун (5 июня 1860, Одесса — 15 декабря 1916, Москва) — российский юрист, специалист в области международного частного права.

## Биография
Родился 5 июня 1860 года в семье одесского мещанина (впоследствии купца) иудейского вероисповедания Исаака (Ицко, Ицхока) Наумовича Бруна (1828 — 10 мая 1905) и Амалии Брун (1834—?). У него были братья Самуил (аптекарский помощник, впоследствии почётный гражданин) и Йегошия-Озиас (1865), сестра Рыся (1870). Торговый дом И. Н. Бруна занимался мануфактурой строительных материалов и продажей автомобилей, владел автосалоном и автомастерскими, среди прочего торговал автомобилями итальянской марки «Скат» с пневматическим стартером и американской марки Buick. Дом Бруна располагался на Успенской улице, № 21; семье также принадлежала дача И. Бруна на Французском бульваре, № 63.
В 1883 году окончил курс исторического отделения историко-филологического факультета Новороссийского университета. В 1885 году он выдержал экзамен на степень кандидата прав. В том же году поступил в помощники присяжного поверенного и с 1890 года был причислен собственно к сословию присяжных поверенных в Москве.
С 1908 года преподавал частное международное право на экономическом отделении Московского коммерческого института.
В 1886—1896 годах М. И. Брун был деятельным сотрудником «Юридического вестника», поместив в нём несколько хроник гражданского суда, обзоров иностранного законодательства и решений. В «Русской мысли» были опубликованы его статьи «Гражданское уложение для Германской империи» и «Учение о государственном вмешательстве в гражданском праве». Им написан ряд статей по гражданскому праву и рабочему вопросу в энциклопедическом словаре Брокгауза и Ефрона. Наиболее заметным в этом издании стал его очерк по международному частному праву. Имя Бруна было возрождено в начале 90-х годов XX века с выходом в свет двух работ по международному частному праву. Правда, много ранее в известном сочинении В. Э. Грабаря имя М. И. Бруна не только упоминалось в ряду других заслуживающих внимания российских дореволюционных учёных, но и сопровождалось весьма лестными отзывами о его творчестве.
Научная деятельность Бруна внесла существенный вклад в дореволюционную российскую науку международного частного права.
Одной из главнейших заслуг М. И. Бруна состоит в разработке истории международного частного права, как науки в целом, так и отдельных институтов данного научного направления.
В своей работе «Очерк истории конфликтного права», состоящей из 2 частей, автор показал эволюцию основных понятий данной отрасли права сначала у постглоссаторов (комментаторов), затем в эпоху XVI—XVIII столетий.
М. И. Брун, является одним из наиболее крупных российских ученых-исследователей науки международного частного права в целом, а что касается вопросов истории науки международного частного права, то Брун является одним из трёх самых маститых российских дореволюционных правоведов внёсших свой вклад в развитие данного направления этой науки. Кроме М. И. Бруна с его работой «Очерк истории конфликтного права», свой вклад внесли А. Н. Мандельштам со своей монументальной работой «Гаагские конференции о кодификации международного частного права», а также А. Н. Макаров в своей работе «Основные начала международного частного права»
Свои работы, охватывающие практически все разделы международного частного права, Брун собирался объединить в общем курсе (для 4-го изд. Русского перевода курса Ф. Листа «Международное право в систематическом изложении», 1917 г.), но закончить эту работу не успел. Умер 15 декабря 1916 года в Москве.